# Cunina (biologie)
Pour Cunina de la mythologie romaine, voir cet article.
Genre
Cunina est un genre de narcoméduses (hydrozoaires) de la famille des Cuninidae.

## Liste d'espèces
Selon World Register of Marine Species (26 novembre 2023) :
- Cunina becki Bouillon, 1985
- Cunina duplicata Maas, 1893
- Cunina fowleri (Browne, 1906)
- Cunina frugifera Kramp, 1948
- Cunina globosa Eschscholtz, 1829
- Cunina octonaria McCrady, 1859
- Cunina peregrina Bigelow, 1909
- Cunina proboscidea Metschnikoff & Metschnikoff, 1871
- Cunina simplex Gili, Bouillon, Pagès, Palanques, Puig & Heussner, 1998
- Cunina tenella (Bigelow, 1909)

## Classification
Le nom valide complet (avec auteur) de ce taxon est Cunina Eschscholtz, 1829,.
Cunina a pour synonyme :
- Cunoctantha Haeckel, 1879

## Publication originale
- (de) Fr. Eschscholtz, System der Acalephen. Eine aus führliche Beschreibung aller medusenartigen Strahlthiere, Berlin, Ferdinand Dümmler, 1829, 238 p. (OCLC 14409225, DOI 10.5962/BHL.TITLE.10139, lire en ligne).